# Mormonia annida
Mormonia annida är en fjärilsart som beskrevs av Fanger 1882. Mormonia annida ingår i släktet Mormonia och familjen nattflyn. Inga underarter finns listade i Catalogue of Life.